# Bulbophyllum cruttwellii
Bulbophyllum cruttwellii é uma espécie de orquídea (família Orchidaceae) pertencente ao gênero Bulbophyllum. Foi descrita por Jaap J. Vermeulen em 1993.
É endêmica da Nova Guiné.

## Descrição
As escamas do rizoma marrom amarelado pálido quando secas. As sépalas são amarelo pálido, pétalas brancas, labelo amarelado ou roxo, muitas vezes com lóbulos basais brancos.